# Korporacja posłańców pocztowych

## Korporacja posłańców pocztowych weWrocławiu
Niepaństwowe zrzeszenie konnych i sztafetowych gońców pocztowych powołane przez wrocławskich kupców w 2. poł. XVI w. Jej celem było obsługiwanie poczty kupieckiej na szlakach dolnośląskich, a także międzynarodowych z miastami hanzeatyckimi, polskimi, pruskimi, węgierskimi oraz z Wenecją, Anglią, Flandrią i Brabancją. Ustanowienie korporacji ściśle wiązało się ze znaczącym w tym wieku ożywieniem kontaktów handlowych Dolnego Śląska w powyższymi miastami. Siedziba korporacji mieściła się w niewielkim budynku postawionym przy ratuszu miejskim we Wrocławiu, skąd dokonywano odprawy gońców i gdzie mieszkał przełożony posłańców (Botenknecht). Botenknecht dysponował listą nazwisk i adresów zamieszkania wszystkich posłańców, dokonywał odprawy i przyjęcia poczty oraz decydował o czasie dostarczenia przesyłki. Pierwszym znanym z nazwiska przełożonym k.p.p. był H. Schiller, zaś pierwszym zaprzysiężonym posłańcem konnym był M. Hunger z Wrocławia (zaprzysiężony 25 X 1553). Korporacja ta posługiwała się odrębnymi regulaminami ruchu pocztowego wydanymi w 1542.